# Tyvek

Logo

Tyvek (/ˈtaɪ.vɛk/) è un tessuto non tessuto creato e brevettato dalla DuPont che ne ha registrato il marchio. È un materiale sintetico simile alla carta, difficile da strappare ma facilmente tagliabile con forbici o coltello.

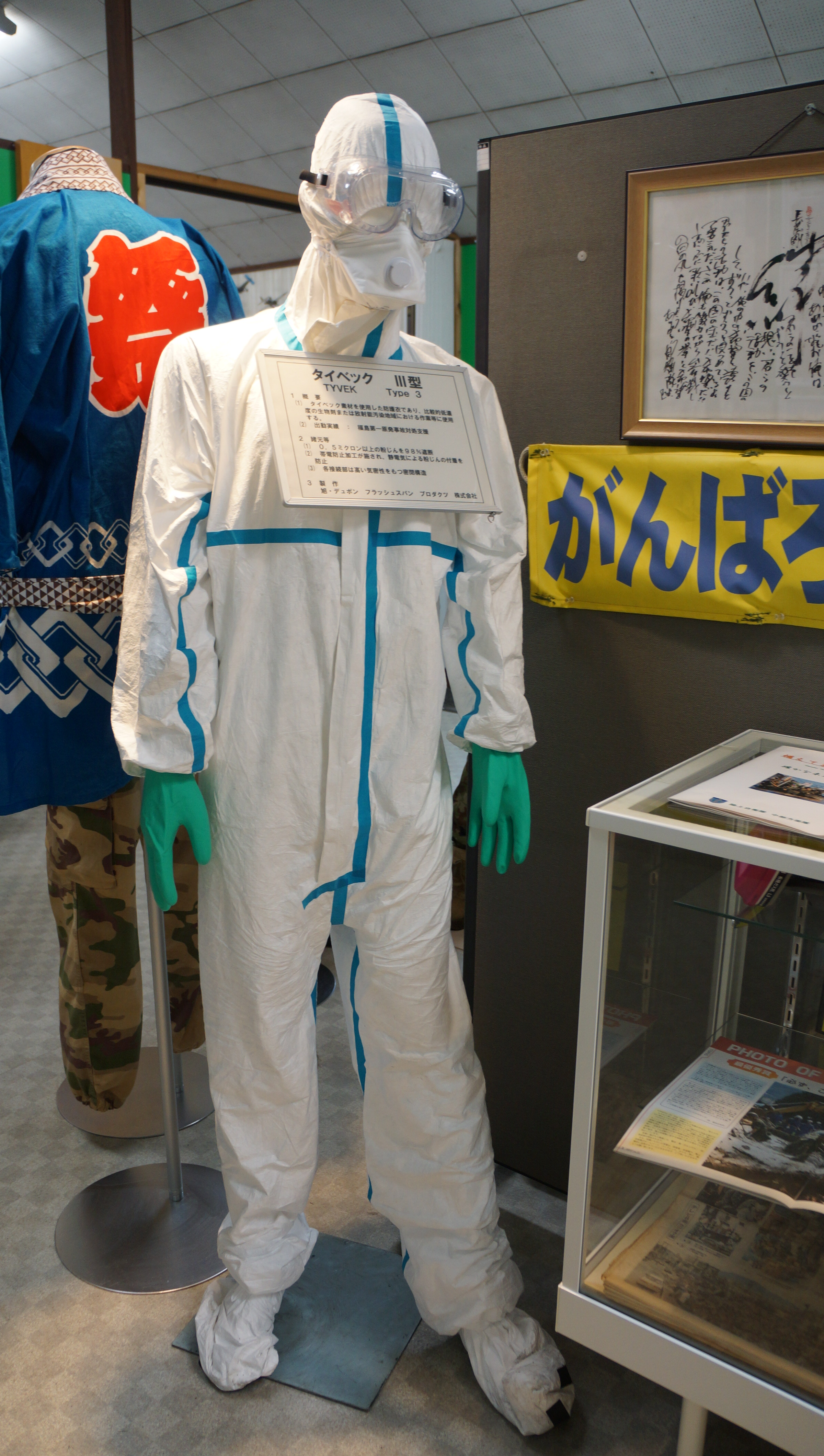
Abbigliamento in Tyvek

## Storia
Fu scoperto nei laboratori DuPont da Jim White nel 1955, brevettato nel 1965 è stato prodotto industrialmente dal 1967.

## Proprietà
Composto da fibre di polietilene ad alta densità (HDPE) e di aspetto simile alla carta, è antistrappo, resistente a molti acidi e basi, traspirante ma impermeabile all'acqua, non tossico e riciclabile.

## Utilizzo
- Braccialetti di controllo accessi
- Abbigliamento monouso
- Imballaggi industriali
- Buste protettive
- Accessori di moda (portafogli)
- Banconote (vedi banconote in polimero)